# Hanna (série télévisée)
Pour les articles homonymes, voir Hanna.
Hanna est une série télévisée américaine en 22 épisodes de 47–55 minutes, créée par David Farr et diffusée entre le 3 février 2019 et le 24 novembre 2021 sur le service Prime Video.
Elle est basée sur le film du même titre réalisé par Joe Wright et écrit par le créateur de la série, David Farr, avec Seth Lochhead en 2011. Il s'agit d'un reboot du film.
Au Canada et dans les pays francophones, la série a été diffusée entre le 29 mars 2019 et le 24 novembre 2021 sur Prime Video.

## Synopsis
Un soir en Roumanie, Erik Heller enlève un bébé dans un bâtiment qui semble appartenir au gouvernement américain. Il a pour projet de l'élever avec sa femme mais il est vite rattrapé par l'agent Marissa Wiegler et son équipe qui pourchassent le couple. Dans leur fuite, ils ont un accident et la femme d'Erik meurt. Néanmoins, ce dernier arrive à s'échapper avec le bébé qui est une petite fille, Hanna.
Plusieurs années après, Hanna, 16 ans, vit avec son père dans une montagne perdue au beau milieu d'une forêt enneigée. Depuis son plus jeune âge, Erik la forme pour être une véritable survivante. En plus de cela, il lui a aussi enseigné plusieurs langues étrangères ainsi que de nombreuses connaissances culturelles. Mais Hanna se pose de nombreuses questions : qu'est-ce qui se cache au-delà de la forêt et pourquoi son père lui apprend-il autant de choses s'ils sont condamnés à vivre reclus jusqu'à la fin de leurs jours ?
Après s'être aventurée au-delà de la forêt, Hanna est repérée par les équipes de Marissa qui font vite le rapprochement entre la jeune fille et le bébé enlevé par Erik. Hanna et son père sont alors forcés de fuir leur cachette et de se séparer. Leur but est maintenant de survivre mais également d'éliminer Marissa pour que leurs vies ne soient plus menacées.

## Distribution

### Acteurs principaux
- Esme Creed-Miles (VF : Elsa Bougerie) : Hanna Heller-Petrescu
- Mireille Enos (VF : Anne Dolan) : Marissa Wiegler
- Joel Kinnaman (VF : Ludovic Baugin) : Erik Heller (saison 1, invité saison 3)
- Dermot Mulroney (VF : Guillaume Orsat) : John Carmichael (saisons 2 et 3)
- Ray Liotta (VF : Emmanuel Jacomy) : Gordon Evans (saison 3)

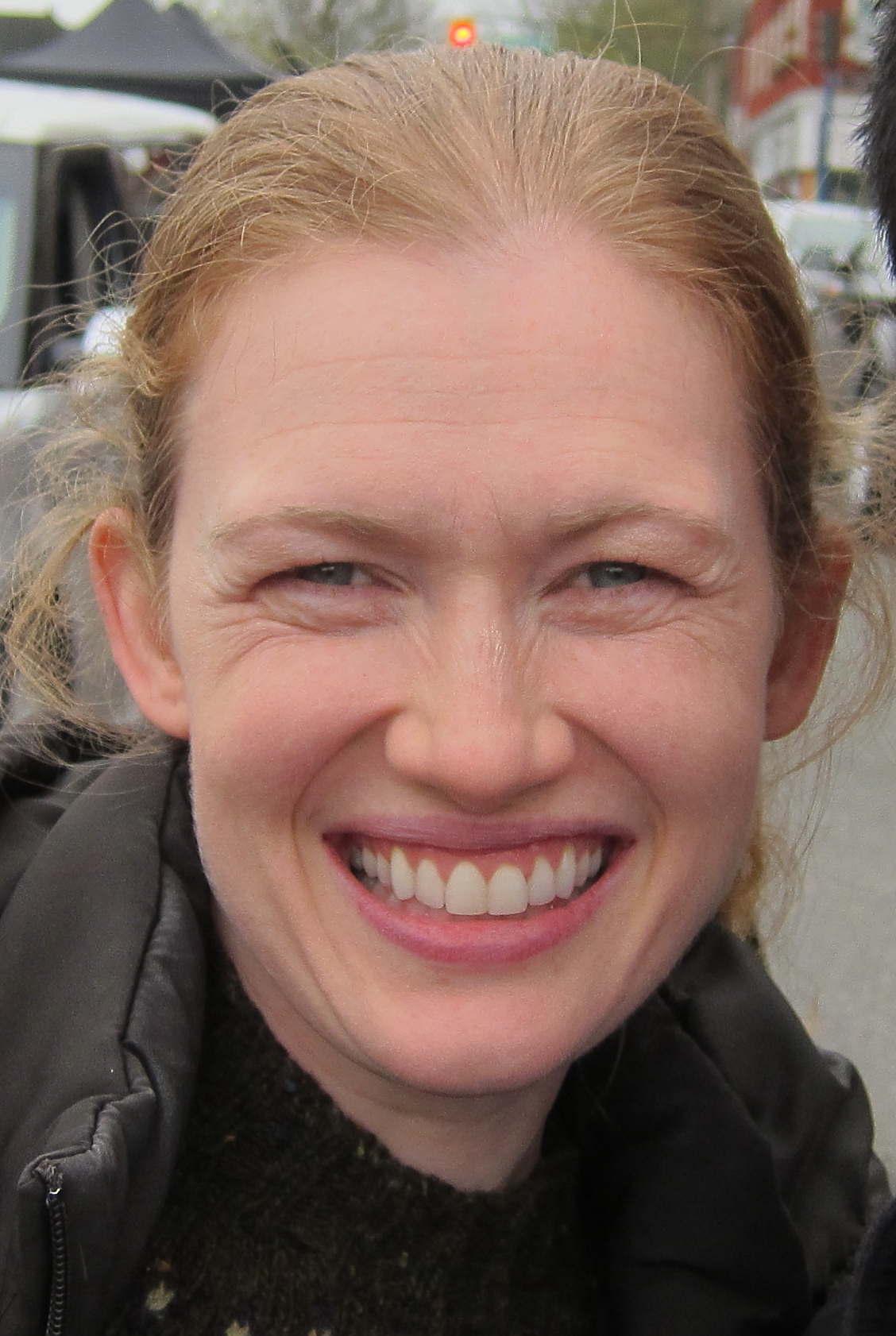
Mireille Enos interprète Marissa.
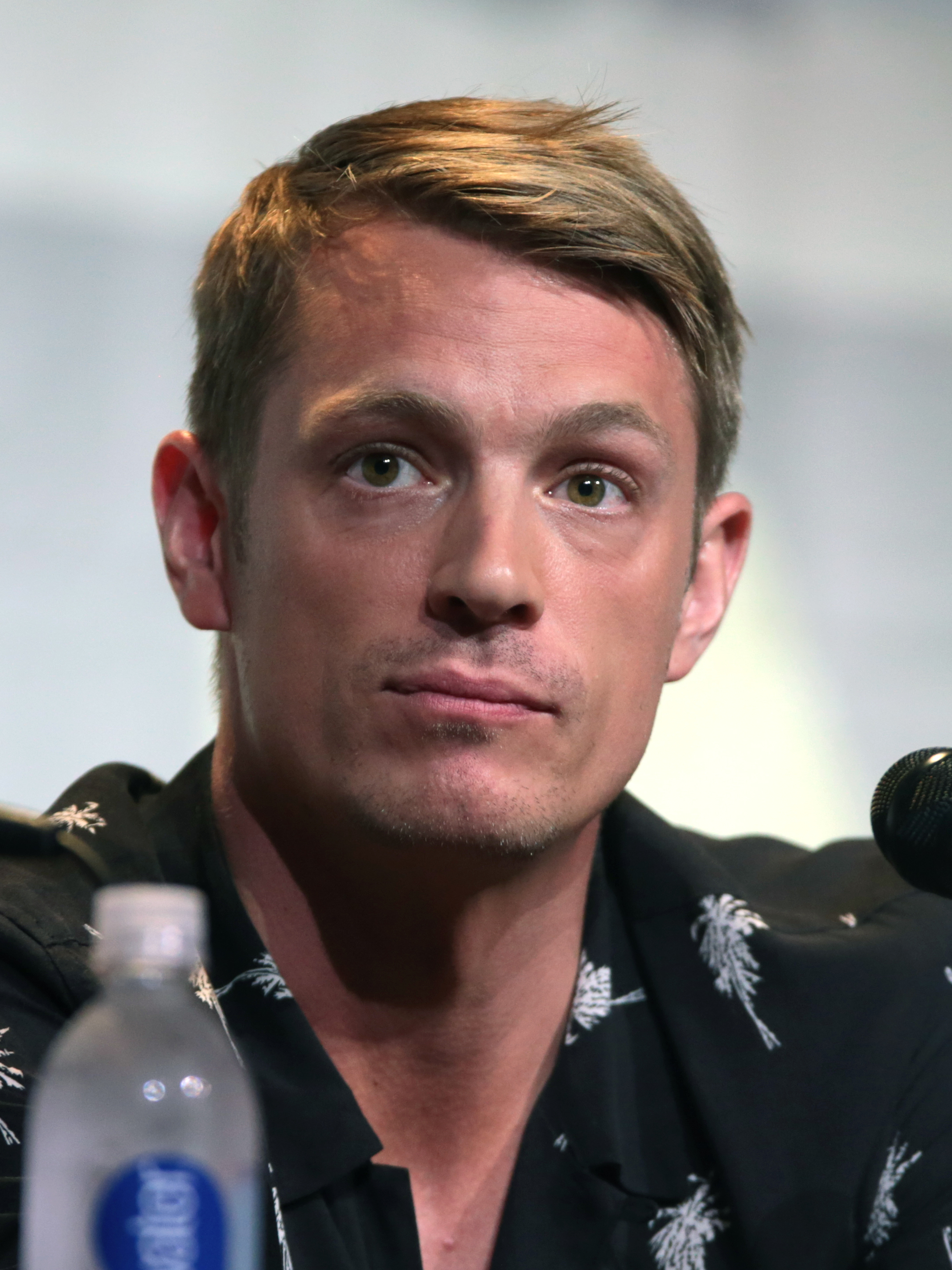
Joel Kinnaman interprète Erik.
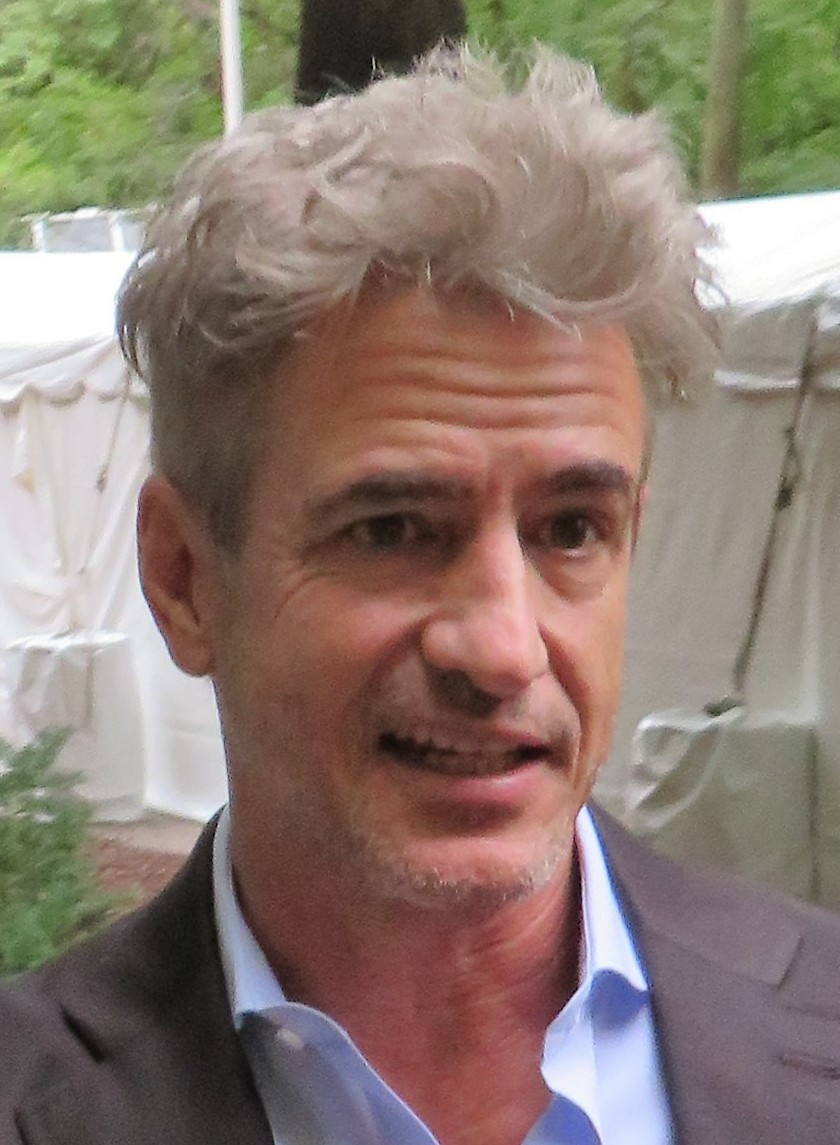
Dermot Mulroney interprète John.
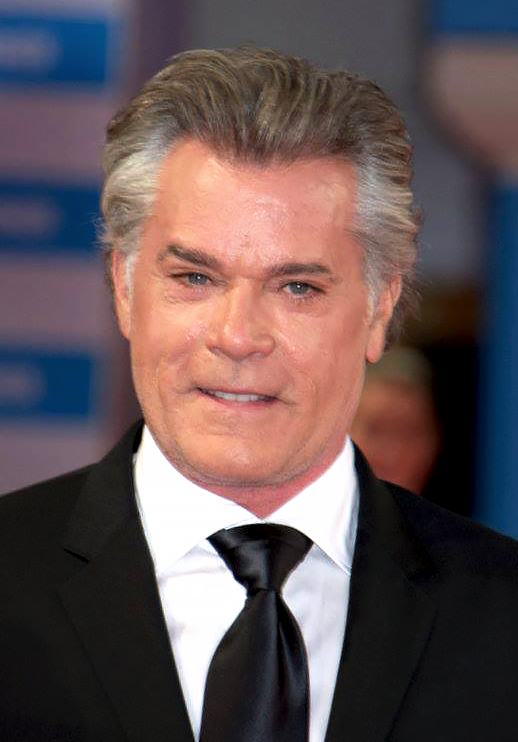
Ray Liotta interprète Gordon.

### Acteurs récurrents
Saison 1
- Khalid Abdalla (VF : Pierre Tessier) : Jerome Sawyer
- Rhianne Barreto (VF : Emmylou Homs) : Sophie
- Justin Salinger (VF : Hervé Jolly) : Carl Meisner
- Félicien Juttner (VF : lui-même) : Olivier Moreau
- Giles Norris-Tari (VF : lui-même) : Benoit Moreau
- Joanna Kulig (VF : Christèle Billault) : Johanna Zydek
- Lyndsey Marshal (VF : Audrey Sourdive) : Rachel
- Paul Sharma (VF : Jean-Rémi Tichit) : Tom
- Kemaal Deen-Ellis (VF : Cécile Gatto) : Jay
- Benno Fürmann (VF : Jérémy Prévost) : Dieter
- Noah Taylor (VF : Guy Vouillot) : Dr Kunek
- Andy Nyman (VF : Jean-Marc Charrier) : Jacobs
- Katharina Heyer (VF : Élodie Menant) : Elsa

Saison 2
- Yasmin Monet Prince (VF : Corinne Wellong) : Clara Mahan / 249 (invitée saison 1)
- Áine Rose Daly (VF : Diane Kristanek) : Sandy Phillips / 242 (saisons 2 et 3,invitée saison 1)
- Cherrelle Skeete (VF : Déborah Claude) : Terri Miller (saisons 2 et 3)
- Anthony Welsh (en) : Leo Garner
- Gianna Kiehl (VF : Marie Bouvet) : Jules Allen (saisons 2 et 3)
- Katie Clarkson-Hill (VF : Anne Tilloy) : Joanne McCoy
- Ellen Evans (VF : Marie Bouvet) : Laura / 261
- Severine Howell-Meri : Helen Young
- Mia Jenkins : Danielle Marks
- Ria Lopez : Nina / 256
- Clea Martin : Jessie / 233

Saison 3
- Adam Bessa : Abbas Nazir
- Camille Moutawakil : Aurore[1]
- Victor Dohlsten : Ryder
- Trent Garrett : Taylor

Version française
- Société de doublage : Deluxe Media Paris[2]
- Adaptation française : Marc Bacon & Sébastien Charron[2]
- Direction artistique : Ivana Coppola[2]

## Production

### Développement
En mai 2017, Amazon annonce avoir passé commande d'une première saison sans passer par un épisode pilote pour une série adaptée du film Hanna de Joe Wright. Il est dévoilé que l'un des scénaristes du film, David Farr, est à l'origine du projet dont il écrira la majorité des épisodes.
En février 2018, soit un mois avant le lancement du tournage, il est annoncé que la société de production Working Title Television se joignait au projet et que la réalisatrice Sarah Adina Smith s'occupera de mettre en scène les deux premiers épisodes.
Le 3 février 2019, Amazon dévoile un teaser de la série lors du Super Bowl LIII et diffuse le premier épisode en avant-première et pour une durée de vingt-quatre heures sur sa plate-forme aux États-Unis. L'intégralité de la première saison est ensuite mise en ligne le 29 mars 2019 dans tous les pays où Prime Video est disponible. Le mois suivant, la société américaine annonce le renouvellement de la série pour une seconde saison dont le lancement est fixé au 3 juillet 2020.
Le 13 juillet 2020, soit moins de deux semaines après le lancement de la seconde saison, Amazon passe commande d'une troisième saison de la série.
La saison 3 d’Hanna qui arrive le 24 novembre ne se composera que de 6 épisodes et sera la dernière de la série. Amazon Prime Video officialise ainsi la fin de la série, il n’y aura donc pas de renouvellement pour une saison 4.

### Distributions des rôles
Le 8 février 2018, les trois acteurs principaux de la série sont annoncés : Esme Creed-Miles sera Hanna Heller, Mireille Enos interprétera Marissa Wiegler et Joel Kinnaman reprend le rôle d'Erik Heller.

### Tournage
Le tournage de la série a démarré en mars 2018.
Pour la première saison, l'équipe s'est rendu en Hongrie, en Slovaquie, en Espagne et au Royaume-Uni. Pour la deuxième saison, le tournage s'est déroulé au Royaume-Uni, dans la ville de Barcelone en Espagne, à Paris et dans le nord de la France.

### Musique
La musique de la série est composée par Ben Salisbury et Geoff Barrow. Pour la deuxième saison, l'artiste française Christine and the Queens a composé et interprété une chanson intitulée Eyes of a Child.

## Épisodes
| Saisons | Saisons | Nombre d'épisodes | Diffusion originale sur Prime Video |
| ------- | ------- | ----------------- | ----------------------------------- |
|         | 1       | 8                 | 29 mars 2019                        |
|         | 2       | 8                 | 3 juillet 2020                      |
|         | 3       | 6                 | 24 novembre 2021                    |

### Première saison (2019)
Composée de 8 épisodes, le premier a été diffusé en avant-première le 3 février 2019 puis l'intégralité de la saison a été mise en ligne le 29 mars 2019.
1. La Forêt (Forest)
2. Amitié (Friend)
3. La Civilisation (City)
4. Père (Father)
5. La Ville (Town)
6. Mère (Mother)
7. La Route (Road)
8. Utrax

### Deuxième saison (2020)
Composée de 8 épisodes, elle a été mise en ligne le 3 juillet 2020.
1. En Sécurité  (Safe)
2. Le Procès (The Trial)
3. Les Meadows (To The Meadows)
4. Bienvenue, Mia (Welcome Mia)
5. Deuil (A Way To Grieve)
6. Enfin réunis (You're With Us Now)
7. Tacitus
8. La Liste (The List)

### Troisième saison (2021)
Composée de 6 épisodes, elle a été mise en ligne le 24 novembre 2021.
1. Résistance
2. Champs de vignes et orangers (Grape Vines and Orange Trees)
3. Nadiya
4. Regarde-moi dans les yeux (Look Me In the Eye)
5. Eyeliner
6. Ne dors pas (Do Not Sleep)

## Accueil

### Critiques
La première saison de la série a reçu des critiques allant de positives à mitigés aux États-Unis. Sur le site agrégateur de critiques Rotten Tomatoes, elle recueille 67 % de critiques positives, avec une note moyenne de 6,59/10 sur la base de 39 critiques collectées. Le consensus critique établi par le site résume que « la série apporte une nouvelle facette à la mythologie dHanna » mais précise néanmoins que les quelques longueurs peuvent « mettre à l'épreuve la patience des téléspectateurs qui veulent voir une fable violente et concise ».
La deuxième saison reçoit un accueil généralement positif, avec 92 % de critiques positives et une note moyenne de 7,39/10 sur la base de 13 critiques collectées. Le consensus critique résume que « avec des scènes d'action plus fortes et un meilleur rythme, la seconde saison de la série lui permet de devenir un divertissement mortel »

## Distinctions
Sauf indication contraire, les informations mentionnées dans cette section peuvent être confirmées par la base de données cinématographiques IMDb,  présente dans la section « Liens externes ».

### Nominations
- Primetime Creative Arts Emmy Awards : Meilleure photographie pour l'épisode La Forêt  (saison 1, épisode 1)
- Golden Reel Awards 2020 : Meilleur montage de son